# Мачерино (Терни)
Мачерино је насеље у Италији у округу Терни, региону Умбрија.
Према процени из 2011. у насељу је живело 7 становника. Насеље се налази на надморској висини од 639 м.